# Seitinger&Maierhofer
Seitinger&Maierhofer ist ein Liedermacher-Duo bestehend aus Johanna Seitinger und Lukas Maierhofer.

## Geschichte
Johanna Seitinger und Lukas Maierhofer sind im Mürztal (Steiermark) geboren und aufgewachsen. Das gemeinsame Projekt Seitinger&Maierhofer wurde 2020 gegründet.
Bereits im Herbst desselben Jahres wurde die erste EP „huachn’S zua“, in einer Live-Studio-Session aufgenommen und digital sowie auf YouTube veröffentlicht. Am 21. Oktober 2022 erschien das Debütalbum „Seitinger&Maierhofer“. Bei den Aufnahmen wirkte unter anderem Thomas Gansch als Gastmusiker mit. Am 25. April 2025 wurde das zweite Studioalbum „Hauptsoch die Leut habn was zum Redn“ veröffentlicht.
Seit der Gründung ist Seitinger&Maierhofer live und im Rundfunk zu hören (z. B.: Ö1 Spielräume, Guten Morgen Österreich, Radio Steiermark, Ö1 Jazznacht – Interview, Konzert).

## Musik
Klanglich balanciert das Kollektiv zwischen österreichischer Volksmusik, Jazz und Pop. Diese Kombination kann unter dem Begriff „Neue Volksmusik“ zusammengefasst werden.
Neben den originären Eigenkompositionen haben sich Seitinger&Maierhofer einiger Volkslieder angenommen: darunter „Feierobnd“ (Anton Günther), „In die Berg bin i gern“ (Trad.), oder „Schau schau wia’s regnen tuat“ (Trad.). Im obersteirischen Dialekt erzählen Seitinger&Maierhofer Geschichten von Alltäglichem, von Lokalkoloriten und emotionalen Ausnahmezuständen. Die instrumentale Besetzung spiegelt die stilistischen Einflüsse wider. Die Basis könnte als klassische Jazzband-Besetzung bezeichnet werden (Gitarre, Kontrabass, Schlagzeug und Gesang). Diese wird erweitert durch volksmusikalische Klänge (Steirische Harmonika) und weltmusikalische Einflüssen (Perkussion, Vibraphon, Mbira, Pedal Steel).

## Diskografie
- 2020: huachn’S zua (EP)[1]
- 2022: Seitinger&Maierhofer (Album)[7]
- 2025: Hauptsoch die Leut habn was zum Redn (Album)[3]